# Luftværn
Luftværn eller Counter Air (CA) er defineret af NATO som en modreaktion på fjendtlig luftoperation og/eller konventionelle missilangreb. 
Konventionelt luftværn udføres fra både land, sø og luft og omfatter specialdesignede våben- og sensorsystemer, kommando- og kontrolordninger og særlig foranstaltninger. Formålet med luftværn er at tilsikre at venlige enheder i videst mulige omfang kan bevæge sig frit og sikkert på kamppladsen uden at fjendens luftenheder kan forhindre det, herunder beskytte essentielle militære og civile installationer/enheder fra luftangreb.
Et fundamentalt element i luftværn er, at hastigheden generelt er høj. Truslerne bevæger sig oftest med hastigheder over 200km/t og normalt omkring mach 1. Visse missiltyper har dog angiveligt en væsentlig højere topfart f.eks. det russiske missilsystem 3M-54 Kalibr eller det indiske PJ-10 BrahMos.  
Den høje hastighed tvinger den defensive part til at allokere ressourcer på at optimere sin egen reaktionstid for at skabe mest mulig handlingsrum til at implementere tiltag, som kan reducere sandsynligheden for at blive truffet af fjenden. Det opnås ved at placere egne sensorer og forsvarssystemer således, at de leverer maksimal dækning med færrest mulige ressourcer og gerne i flere lag i de(n) forventede trusselsretning(er).
Den ønskede effekt er at skubbe fjendtlige luftenheders frie bevægelighed så langt væk som muligt fra det objekt, som ønskes beskyttet. Herved reduceres fjendens evne til påvirke egne styrker samt gennemføre efterretningsindhentning med sine luftbårne enheder. Effekten hedder på engelsk a favourable Air Situation og har ikke en mundret dansk oversættelse. For at opnå den ønskede effekt benytter den defensive part sig af en række tiltag, som opdeles i aktive og passive tiltag.

## Aktive tiltag
De tiltag som søger at ødelægge, eliminere eller reducere fjendtlig luftenheders eller missilers evne til at skade venlige styrker.
Følgende er eksempler på aktive tiltag:
- Jagerfly (Figthere), såsom f.eks. F-16 Fighting Falcon, F-22 Raptor m.fl..
- Elektronisk krigsførelse, såsom jamming og spoofing af fjendtlige radarsystemer.
- Antiluft-våbensystemer, såsom De Zeven Provinciën-klassen, MIM-104 Patriot m.fl.
- Andet

## Passive tiltag
De tiltag, som søger at øge egne enheders evner til at forblive skjult eller reducere sandsynligheden for succesfuld fjendtlig målfatning, samt minimere skader ved træfning.
Følgende er eksempler på passive tiltag:
- Optisk eller radarbedrag, såsom brug af bl.a. camouflage og stealth-teknologi.
- Spredning af egne styrker.
- Skibs- og bygningsdesign, såsom f.eks. armerede bygninger, minimering af interferensen mellem egne systemer, dobbelt lags-beskyttelse mod fragmenter på skibe, m.fl.
- Andet

## Maritimt luftværn
Luftværn til søs foretages på forskellige måder alt efter om skibet befinder sig i en flådestyrke eller opererer alene.
Opbygningen af forsvaret følger dog fire grundlæggende principper:
1. Sløring af egne intentioner for at forhindre fjendelig efterretningsindhentning.
2. Skab størst mulig reaktionstid ved at optimere egen sensorrækkevidde.
3. Skab størst muligt handlerum ved at placere forsvarssystemer i flere lag i trusselsretningen.
4. Tilsikre et minimums forbrug af våben igennem effektiv planlægning og kommunikation.

De fire punkter er løst baseret på de britiske erfaringer fra Falklandskrigen i 1982, som beskrevet i bogen One Hundred days. Falklandskrigen er det seneste eksempel fra virkeligheden, hvor moderne og tilnærmelsesvis sammenlignelig med nutidens maritime teknologi og taktik har været benyttet i kamp.

## Landbaseret luftværn
(artikel mangler)

## Luftbaseret luftværn
(artikel mangler)

## Historisk luftværn
Historisk har man primært anvendt luftmeldeobservatører, der med kikkerter og lytteudstyr kunne opdage og identificere flyaktivitet. Tilsvarende har spærreballoner skulle genere lavtflyvende bombefly.